# Ioseb Kvaratsjelia
Ioseb Antónovich Kvaratsjelia (en georgiano: იოსებ კვარაცხელია; Tsalenyija, 1883- desaparecido) fue un político georgiano del Partido Socialdemócrata de Georgia y miembro de la Asamblea Constituyente de Georgia de 1919 a 1921.

## Biografía
Ioseb Kvaratsjelia nació en 1883 en una familia de campesinos y se graduó en una escuela rural del pueblo. Desde 1904 fue miembro de la facción menchevique del Partido Obrero Socialdemócrata de Rusia. Durante de la revolución rusa de 1905, Kvaratsjelia participó activamente en los acontecimientos desarrollados en Sujumi, siendo miembro del Tribunal Popular Revolucionario. Tras la derrota de la revolución, fue encarcelado junto con sus compañeros en 1906; sin embargo, el 28 de abril de 1908, la Sala de Primera Instancia de Tiflis lo puso en libertad debido a la falta de fundamento de los cargos. Después de la revolución de febrero de 1917, fue el organizador y comisario del Escuadrón Rojo en Tsalenyija (conocido con el sobrenombre de "Ucha-Yosebi").      
Kvaratsjelia fue elegido miembro de la Asamblea Constituyente de Georgia de la lista del Partido Socialdemócrata de Georgia el 12 de marzo de 1919. En 1921, tras la invasión soviética de Georgia, Ioseb Kvaratsjelia permaneció en Georgia y participó en el movimiento de resistencia. También fue arrestado en 1921 con el pretexto de agitación antisoviética. Durante la rebelión de agosto de 1924, dirigió los destacamentos de Zugdidi-Tsalenyija. Se desconoce su paradero tras la rebelión.     